# Sorex raddei
Sorex raddei (Мідиця Раде) — вид роду мідиця.

## Назва
Вид названо на честь німецького натураліста Густава Радде.

## Опис
Вид симпатричний до Sorex satunini. 2n=36.

## Поширення
Країни поширення: Вірменія, Азербайджан, Грузія, Росія, Туреччина. Знайдений від рівня моря — 2400 м. Мешканець скелястих вологих місць проживання в середині гірських лісів. Мешкає на берегах річок і озер, покритих густою трав'янистою рослинністю.

## Поведінка
Харчуються в основному дощовими хробаками і комахами. Відтворення весь рік, але його пік у кінці весни — початку літа. Самиця дає потомство до 3 разів на рік, розмір приплоду становить 3-5 дитинчат.

## Загрози та охорона
Ніяких серйозних загроз. Локалізовані збезлісення викликають занепокоєння. Зустрічаються в природоохоронних територіях.